# Pustki Choceńskie
Pustki Choceńskie – dawniej samodzielna wieś, od 1992 nieoficjalna część wsi Czerniewice w województwie kujawsko-pomorskim, w powiecie włocławskim, w gminie Choceń. Stanowi zachodnią część Czerniewic: okolice ul. Wiejskiej i stacji kolejowej Czerniewice.

## Historia
Dawniej samodzielna miejscowość. Od 1867 w gminie Śmiłowice. W okresie międzywojennym należała do powiatu włocławskiego w woj. warszawskim. 20 października 1933 utworzono gromadę Pustki Choceńskie w granicach gminy Śmiłowice. 1 kwietnia 1938 wraz z całym powiatem włocławskim włączone do woj. pomorskiego.
Podczas II wojny światowej włączone do Niemiec. Po wojnie gmina weszła w skład terytorialnie zmienionego woj. pomorskiego, przemianowanego 6 lipca 1950 roku na woj. bydgoskie. Według stanu z 1 lipca 1952 Pustki Choceńskie stanowiły jedną z 42 gromad gminy Śmiłowice.
W związku z reorganizacją administracji wiejskiej jesienią 1954, Pustki Choceńskie weszły w skład nowej gromady Czerniewice. 1 stycznia 1972, w związku ze zniesieniem gromady Czerniewice, włączono je do gromady Choceń.
Od 1 stycznia 1973 w nowo powstałej gminie Choceń (powiat włocławski). W latach 1975–1991 miejscowość należała administracyjnie do województwa włocławskiego.
1 stycznia 1992 roku Pustki Choceńskie włączono do Czerniewic.

## Ludzie związani z Pustkami Choceńskimi
17 maja 1942 w Pustkach Choceńskich urodził się Czesław Mularski, poseł na Sejm PRL IX kadencji.